# 北小路通
北小路通（きたこうじどおり）は、京都市の東西の通りの一つ。東は新町通から西は佐井西通の西まで。道はそのままクランクを経て西小路通にまで至る。途中、龍谷大学付属平安中学校・高等学校および山陰本線・京都市中央卸売市場第一市場で中断。平安京の北小路にあたる。
道は堀川通以東は東行き、櫛笥通から佐井通までは西行きの一方通行である。

## 沿道の主な施設
- 東本願寺
- 西本願寺（堀川～大宮）
- 龍谷大学大宮キャンパス（猪熊～大宮）
- 龍谷大学付属平安中学校・高等学校（大宮～櫛笥）
- 京都市中央卸売市場第一市場（新千本東入）
- 京都市立七条中学校（御前通東入）

## 交差する主な道路
- 西洞院通
- 堀川通（国道1号）
- 大宮通
- 壬生川通
- 千本通
- 新千本通
- 七本松通
- 御前通
- 西大路通（京都市道181号京都環状線）
- 佐井通